# Jens Jørgen Hansen
Jens Jørgen Hansen (4. ledna 1939, Struer – 2. ledna 2022) byl dánský fotbalista, obránce.

## Fotbalová kariéra
Hrál za tým Esbjerg fB, se kterým získal 4 mistrovské tituly a v roce 1964 i dánský pohár. Byl členem dánské reprezentace na Mistrovství Evropy ve fotbale 1964, nastoupil v utkání proti Sovětskému svazu. Za dánskou reprezentaci nastoupil v letech 1962–1970 ve 38 utkáních. V Poháru mistrů evropských zemí nastoupil v 7 utkáních a v Poháru vítězů pohárů nastoupil ve 2 utkáních.

## Ligová bilance
| Ročník                | Zápasy | Góly | Klub       |
| --------------------- | ------ | ---- | ---------- |
| 1. dánská liga 1958   | 6      | 0    | Esbjerg fB |
| 1. dánská liga 1959   | 21     | 0    | Esbjerg fB |
| 1. dánská liga 1960   | 22     | 0    | Esbjerg fB |
| 1. dánská liga 1961   | 22     | 0    | Esbjerg fB |
| 1. dánská liga 1962   | 22     | 0    | Esbjerg fB |
| 1. dánská liga 1963   | 21     | 0    | Esbjerg fB |
| 1. dánská liga 1964   | 22     | 3    | Esbjerg fB |
| 1. dánská liga 1965   | 22     | 0    | Esbjerg fB |
| 1. dánská liga 1966   | 22     | 3    | Esbjerg fB |
| 1. dánská liga 1967   | 21     | 0    | Esbjerg fB |
| 1. dánská liga 1968   | 22     | 0    | Esbjerg fB |
| 1. dánská liga 1969   | 22     | 0    | Esbjerg fB |
| 2. dánská liga 1970   | 22     | 1    | Esbjerg fB |
| 2. dánská liga 1971   | 20     | 0    | Esbjerg fB |
| 2. dánská liga 1972   | 6      | 0    | Esbjerg fB |
| CELKEM 1. dánská liga | 245    | 6    |            |